# Cuir brut
 (juin 2019).
Si vous disposez d'ouvrages ou d'articles de référence ou si vous connaissez des sites web de qualité traitant du thème abordé ici, merci de compléter l'article en donnant les références utiles à sa vérifiabilité et en les liant à la section « Notes et références ».

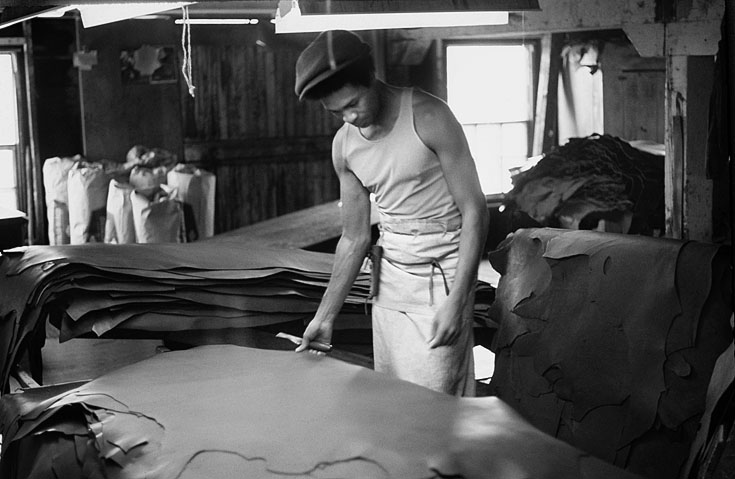
Évaluation des cuir.

Parfois appelé cuir bleu ou cuir mou, le cuir brut, est constitué de peau crue, brute, non traitée, non tannée (rawhide aux États-Unis, babiche au Canada). 
La couleur est beaucoup plus claire que le cuir fabriqué avec le tannage végétal traditionnel.
Le crust est un cuir très particulier, dans la mesure où il n’a presque pas été traité. La tannerie n’y a pas posé d’apprêt, et la peau a subi le minimum de traitement chimique. Ce cuir absorbera tous types de traitement ou de couleur, facilement, et il est particulièrement apprécié et utilisé pour les patines (en chaussures comme en accessoires).

## Origine, histoire
Certaines peaux sont récupérées sur des proies capturées lors de chasses, et transformées avec des méthodes domestiques ou artisanales mais la plupart des activités de fabrication du cuir brut est industrialisée et utilise comme matière première les peaux des animaux d'élevage abattus (bovins ; équidés (cordovan) ; ovins ; caprins ; cervidés).
Pour assurer une conservation malgré l'absence de tannage, les peaux sont souvent préparées par trempage (ou reverdissage) : la peau est réhumidifiée pour retirer les impuretés et les souillures. 
Le pelage est souvent rasé ou retiré mécaniquement. 
L’écharnage consiste à retirer les résidus de viande et de graisse. La peau est ensuite généralement étirée sur un cadre avant d'être séchée. 
Pour les peaux dont les poils ou la fourrure sont conservés, qu'elles soient issues d'animaux d'élevage comme les peaux de visons et autres animaux à fourrure, ou d'animaux chassés comme les renards, les loups, les lynx, les ours, etc., on parle de pelleterie.
Le cuir naturel continue à être utilisé pour de nombreux produits coûteux, allant de la tapisserie d'ameublement, à la sellerie automobile de luxe, en passant par les étuis pour téléphones portables de marque. 
Le matériau résultant est dur et translucide. Il peut être mis en forme en remouillant et en moulant une forme avant de laisser sécher complètement. On peut le rendre plus souple en le travaillant, en le pliant de manière répétée dans plusieurs directions, souvent en le frottant sur un poteau, parfois traditionnellement en le mastiquant. Il peut également être huilé ou graissé pour un degré d'imperméabilisation supérieur. 
Les Weights and Measures Acts, datant d'environ 1300, mentionnent le cuir brut, les gants, les parchemins et le vélin comme principaux objets de commerce dans le Royaume d'Angleterre.

## Propriétés, utilisations
Le cuir brut est utilisé dans plusieurs domaines : la sellerie, maroquinerie, cordonnerie, bourrellerie, fabrication de vêtements, ganterie, gainerie, reliure, sculpture, fabrication de meubles et armurerie.
Il est souvent utilisé pour des objets tels que les fouets , les peaux de tambour (comme le pandeiro brésilien, ou le shamisen japonais, fabriqué à partir de peau de chien pour les étudiants et de peau de chat pour les joueurs professionnels) ou les abat-jours, les jouets à mâcher pour chiens (le cuir brut répond également à leur désir naturel de viande).

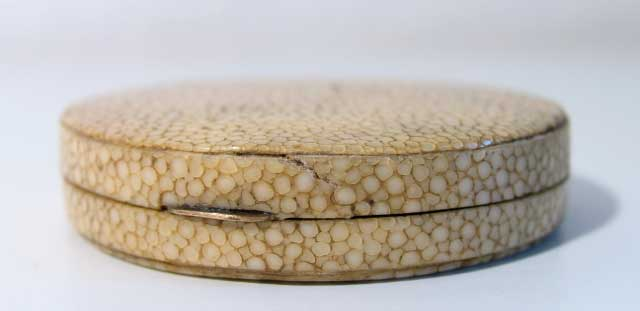
Boîte en galuchat (cuir brut de raie).

L'utilisation de peaux de poisson en gainerie est très ancienne. C'est en Extrême-Orient qu'on trouve les premiers objets gainés de cuirs bruts de poissons : dès le VIIIe siècle au Japon : inrōs (petites boîtes à médecine accrochées à la ceinture), plastrons, fourreaux (sayas) et poignées (tsukas recouvertes par le same) des sabres (katanas et wakisashis) en peau de raie ou Galuchat. 

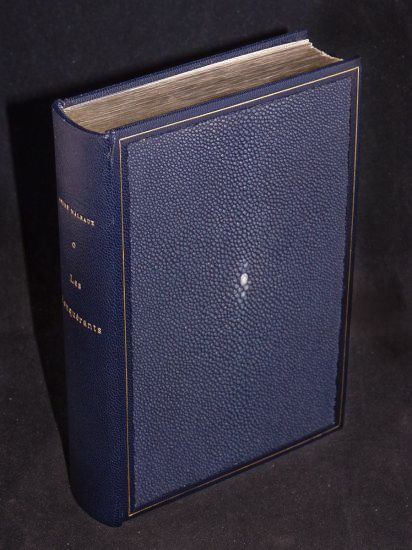
Reliure en Galuchat signée Goy & Vilaine sur un exemplaire des Conquérants d'André Malraux.

Il existe deux types de galuchat : le galuchat à petits grains et le galuchat à gros grains.
- Le galuchat à petits grains peut provenir de la roussette, du chien de mer ou du requin du Groenland. Il existe 2 variétés de roussette : la petite roussette (Scyliorhinus canicula) parfois appelée « peau de chagrin »  parce qu'elle se rétrécit beaucoup au séchage et la grande roussette (Scyliorhinus stellaris). Les anglophones utilisent pour la petite roussette le mot français « chagrin » : shagreen.
- Le galuchat à gros grains provient de la raie pastenague à la queue particulièrement longue. Elle est assez commune dans les mers européennes.

Le galuchat est également utilisé pour les zones à forte abrasion dans les cuirs de courses de motos (en particulier dans les gants, où sa résistance élevée à l'abrasion aide à prévenir l'usure en cas d'accident.)
L'origine du mot « galuchat » remonte au XVIIIe siècle. C'est le nom du premier artisan qui, en Occident, a su travailler le cuir de roussette et de raie. Jean-Claude Galluchat (avec deux « l ») était un maître gainier du roi Louis XV. Cet artisan fit tellement référence à son époque en habillant de cette peau de poisson les objets les plus rares (coffres, malles, poignées d'épées, etc.) que le nom propre devint synonyme de la matière,.
Le cuir brut est considéré comme plus durable que le cuir, en particulier pour les articles soumis à une abrasion lors de son utilisation. Sa dureté et son aptitude au façonnage le rendent plus approprié que le cuir pour certains articles. Par exemple, le cuir brut est souvent utilisé pour recouvrir les selles, qui constituent la base d’une selle occidentale. Mis en forme pendant qu'il est humide: il se retend en séchant. Il résiste très bien à l’abrasion régulièrement rencontrée lors du travail de vacher ou du rodéo. Il peut également être utilisé comme support sur un arc en bois. Un tel support empêche l’arc de se briser en prenant une partie de la tension. Les arcs fabriqués à partir de bois plus fragiles tels que le bouleau ou le cerisier bénéficient davantage d'un support en cuir brut.
Le cuir brut est plus sensible à l'eau que le cuir, et il se ramollit et s'étire rapidement s'il est mouillé à moins d'être bien imperméabilisé. Les lacets "Rawhide" souvent vendus pour les bottes ou les gants de baseball sont en cuir tanné normal plutôt qu'en cuir brut. Le cuir brut n'est pas malléable lorsqu'il est sec et ne conviendrait pas pour cet usage.

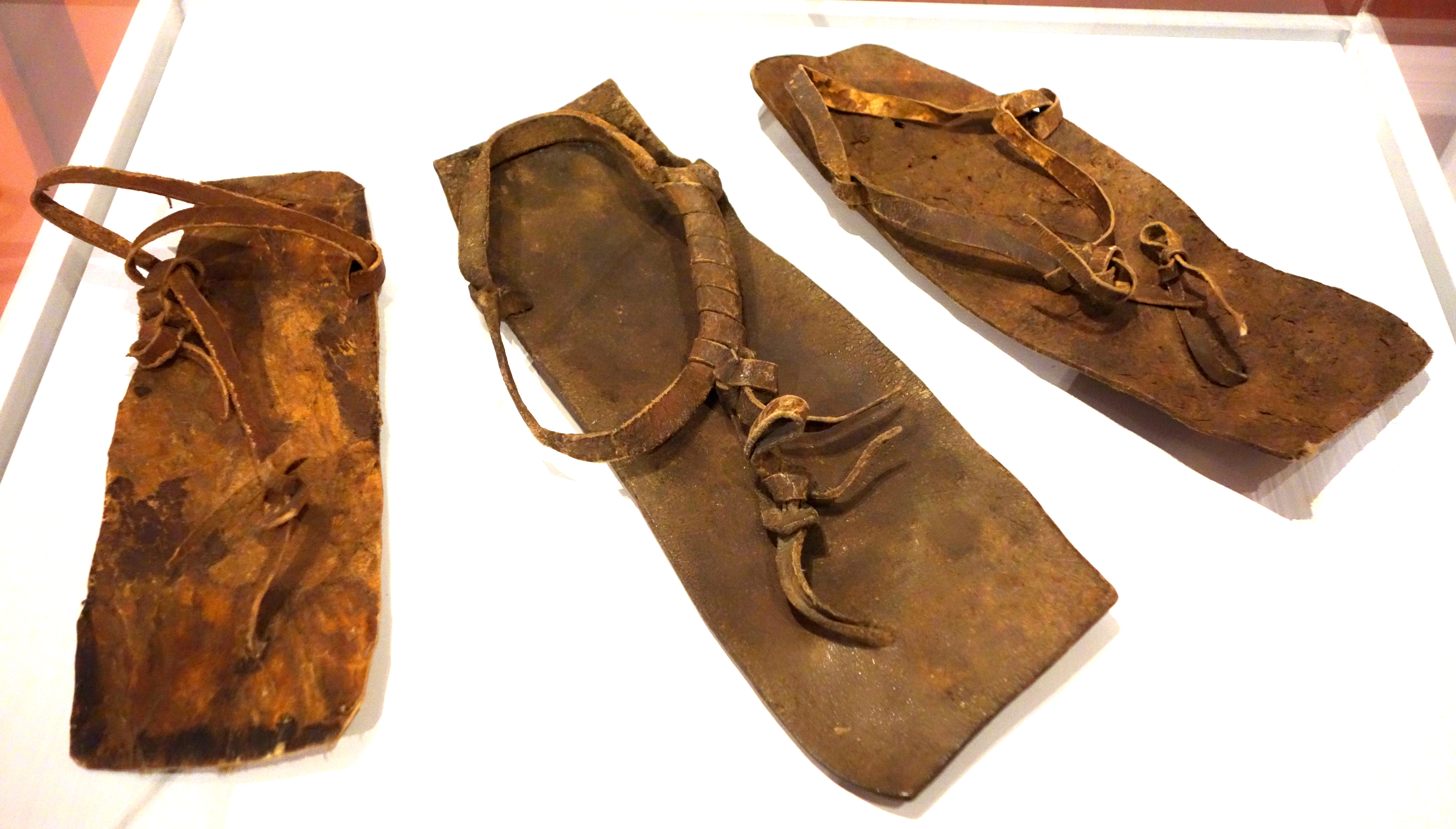
Exhibition de sandals Maasaï au Musée Bata de la chaussure, ville de Toronto, province de l'Ontario, Canada.

Les bottes traditionnelles des gauchos sont fabriquées avec du cuir brut. Les gauchos écorchent l'animal et mettent les peaux fraîchement préparées sur leurs pieds comme des chaussettes, où ils sont laissés à sécher, prenant la forme des pieds de l'utilisateur. Comme les mocassins, ils sont à semelle souple. Comme les anciens cothurnus romains , les bottes rudimentaires ne couvrent pas complètement les orteils.
Le cuir brut humide a été utilisé par certaines cultures antérieures comme moyen de torture ou d' exécution , se tendant et comprimant progressivement la chair des parties du corps qu'il entoure en séchant. D'autre part, il a également été utilisé dans le contexte de la médecine par les peuples des Premières Nations , comme la nation Sioux : le cuir brut humide était enroulé autour de la fracture d' un os long et s'assécherait, stabilisant progressivement l'os, exactement comme un moulage en plâtre utilisé aujourd'hui.
...............................................................................
Jules CESAR , indique que les canots vénètes possédaient des voiles en cuir. 
ce ne pouvait être que du cuir brut ((cheval, cerf) les bovidés ayant une peaux trop épaisse donc trop lourde) 
cf : Bruno BOCQUIER  (dernier artisan tanneur de France , aujourd'hui à la retraite)
.....................................................................................